# Romilly-sur-Aigre
Romilly-sur-Aigre ist eine Ortschaft und eine ehemalige französische Gemeinde mit 451 Einwohnern (Stand: 1. Januar 2019) im Département Eure-et-Loir in der Region Centre-Val de Loire. Sie gehörte zum Kanton Brou im Arrondissement Châteaudun. 
Romilly-sur-Aigre wurde mit Wirkung vom 1. Januar 2017 mit den früheren Gemeinden Charray, Cloyes-sur-le-Loir, Douy, La Ferté-Villeneuil, Le Mée, Montigny-le-Gannelon, Autheuil und Saint-Hilaire-sur-Yerre zur Commune nouvelle Cloyes-les-Trois-Rivières zusammengeschlossen und hat in der neuen Gemeinde den Status einer Commune déléguée.
Nachbarorte sind Cloyes-sur-le-Loir im Westen, Autheuil im Norden, La Ferté-Villeneuil im Osten, Charray im Südosten und Saint-Jean-Froidmentel im Süden.

## Bevölkerungsentwicklung

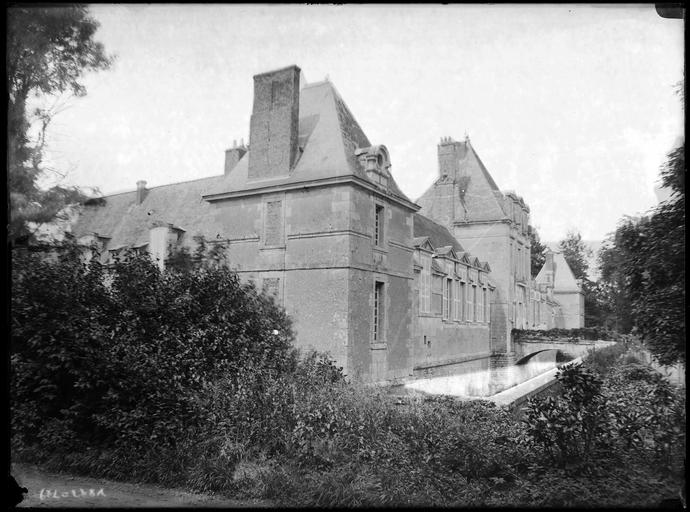
Château du Jonchet

| Jahr      | 1962 | 1968 | 1975 | 1982 | 1990 | 1999 | 2008 | 2015 |
| --------- | ---- | ---- | ---- | ---- | ---- | ---- | ---- | ---- |
| Einwohner | 406  | 380  | 362  | 360  | 405  | 465  | 461  | 465  |